# Кокореці

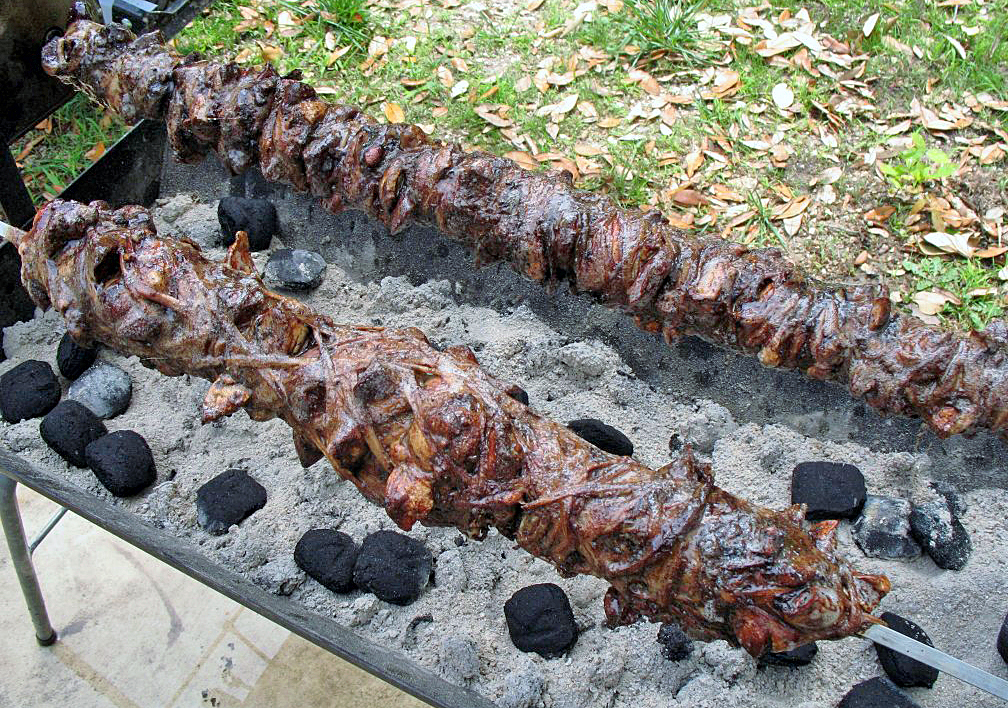
Кокореці на мангалі

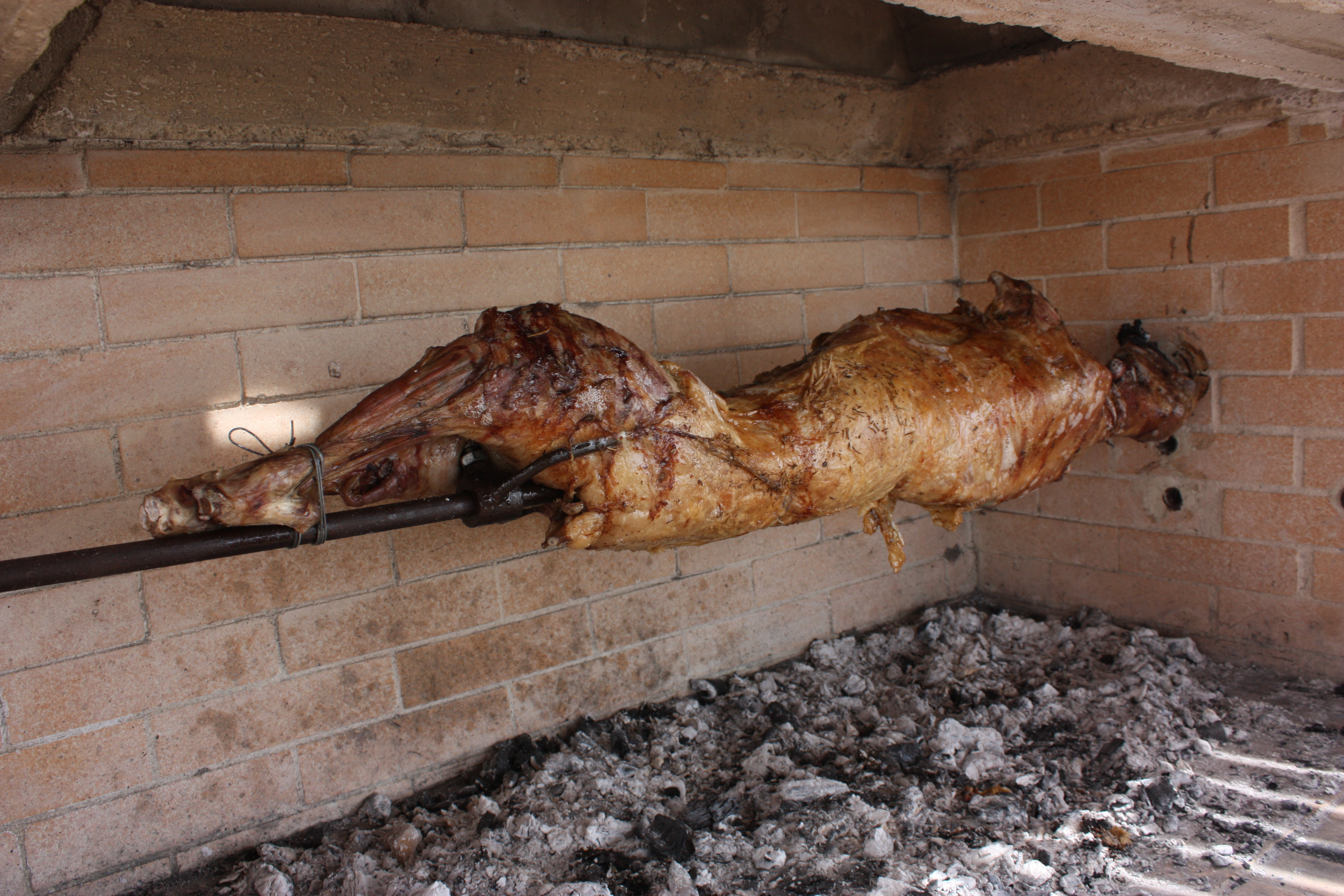
Ягня на рожні

Кокореці (грец. Κοκορέτσι) — традиційна великодня страва у Греції — підсмажене на рожні ягня або на грилі субпродукти баранини. Вживається як аперетив, нарізають попередньо скибочками.
Втім кокореці готують впродовж всього року, окрім пісних днів, і в інших країнах Балкан та Туреччині.
Баранина нарізається і заправляється соком лимона, оливковою олією, орегано, сіллю і перцем. Кишка очищується особливо ретельно. Потім м'ясо нанизуються на шампур довго і все загортають у плівку кишки. Кокореці можна готувати як на горизонтальному рожні, так і на мангалі або обсмажувати лампою.
Кокореці готують у більшості ресторанів у Греції. Відомі також різновиди — гардуба (грец. γαρδούμπα) та гардубакія (грец. γαρδουμπάκια), які підсмажуються на сковорідці або запікаються у духовці.